# 天格思
天格思（1984年—），中国蒙古族字体设计师，平面设计师，音乐人。出生于锡林郭勒，毕业于内蒙古艺术学院美术系。天格思多年来致力于传统蒙古文字体设计理论建立以及字体设计实践，设计了Amidu、HOC、Aluha等多款蒙古文字体，并在豆瓣网创建了“天格思小站”。

## 个人经历
天格思出生于西蒙，早期在呼和浩特获得油画专业修得学士，后而又修得北方少数民族美术研究硕士。2013年，他放弃内蒙古呼和浩特民族学院美术教师的工作，创立了TengisType（泊物工作室）。

## 字体作品
天格思最有影响力的作品是Amidu。Amidu基于回鹘时期的蒙古文结构以及运笔方法，重新分析了蒙古文的解剖部件，且质疑了传统蒙文白体的一些造型。由于之前蒙古文缺乏字体设计理论，Amidu的设计路程比较艰难。尽管如此，天格思在一番钻研后，还是成功完成了Amidu。Amidu也在字体设计界引起了关注，比如Monotype的设计师大曲都市给予了赞许。

## 音乐作品
按照天格思自己的话，他是非艺术家，非设计师。但着实他在音乐上也有自己的探索，曾经出过几张专辑，比如《Autumn Sun》。